# Jane Espenson
Jane Amanda Espenson (14 de julho de 1964) é roteirista e produtora de televisão americana. Ela trabalhou durante cinco anos como roteirista e produtora da série Buffy the Vampire Slayer, vencendo Hugo Award por escrever o episódio "Conversations with Dead People". Entre 2009-2010, ela serviu em Caprica como coprodutora executiva e produtora executiva da série.

## Vida e carreira
Espenson nasceu e cresceu em Ames, Iowa. Quando era adolescente, Espenson descobriu que M*A*S*H aceitava submissões de roteiros sem pagamento ou promessa de trabalho futuro. Apesar de não ser uma roteirista estabelecida na época, ela planejou escrever seu primeiro episódio. Ela lembra, "Foi um desastre. Eu nunca o enviei. Eu não sabia o formato correto. Eu não sabia o endereço para onde enviar, e eu pensei, 'eles não podem me contratar até eu terminar o ensino fundamental mesmo'". Enquanto Espenson estudava ciência da computação e linguística na Universidade da Califórnia em Berkeley, ela submeteu vários roteiros para Star Trek: The Next Generation como parte do do programa de submissão de roteiros aberto a roteiristas amadores; Espenson se referiu ao programa como a "última porta aberta do mundo do espetáculo".
Sua deslanchada foi em 1992 depois de ter sido vista pela Disney Writing Fellowship, que a levou a vários sitcons, incluindo a comédia Dinosaurs da ABC. Em 1997 ela se juntou a equipe de Ellen como roteirista e produtora. Depois de um ano, Espenson decidiu mudar da comédia para o drama e aplicou para uma posição em Buffy the Vampire Slayer.

## Trabalho

### Buffy the Vampire Slayer
Em 1998, Espenson se juntou a Mutant Enemy Productions como editora executiva de histórias para a terceira temporada de Buffy the Vampire Slayer. Espenson escreveu ou coescreveu vinte e três episódios, começando com "Band Candy" e terminando com o penúltimo episódio da série, "End of Days". Depois de seu trabalho como editora executiva de histórias, ela foi promovida a coprodutora na quarta temporada. Na quinta temporada ela foi promovida novamente, dessa vez para produtora. Ela assumiu o papel de produtora supervisora na sexta temporada e depois coprodutora executiva na sétima, e última, temporada.
Ela escreveu tanto episódios humorísticos (por exemplo "Triangle" e "Intervention") e dramáticos (como "After Life"). Espenson e Drew Goddard coescreveram o episódio "Conversations with Dead People" da sétima temporada, que venceu o Hugo Award por Melhor Apresentação Dramática, Forma Curta em 2003.

### Battlestar GalacticaeCaprica
Espenson se juntou a equipe da série de ficção científica Battlestar Galactica após Battlestar Galactica: Razor, o primeiro filme para a televisão de BSG, foi concebido. Como coprodutora executiva de BSG, ela trabalhou em todos os episódios da quarta temporada da série, começando com "He That Believeth in Me"; ela também foi a roteirista de "Escape Velocity" e "The Hub". Antes de se juntar a equipe do programa, ela escreveu um episódio da quarta temporada e coescreveu outro. De janeiro de 2010 ela começou a  trabalhar como coprodutora executiva da série Caprica até novembro do mesmo ano quando a série foi cancelada.

### Outros
Espenson já escreveu roteiros para várias outras séries, incluindo Star Trek: Deep Space Nine ("Accession"), Firefly ("Shindig"), The O.C. ("The Gamble"), Game of Thrones ("A Golden Crown") e dois episódios de Gilmore Girls. Ela também trabalhou em Angel, Tru Calling, The Batman, Dollhouse e foi a co-criadora de Warehouse 13.